# Quo vadis, Domine?

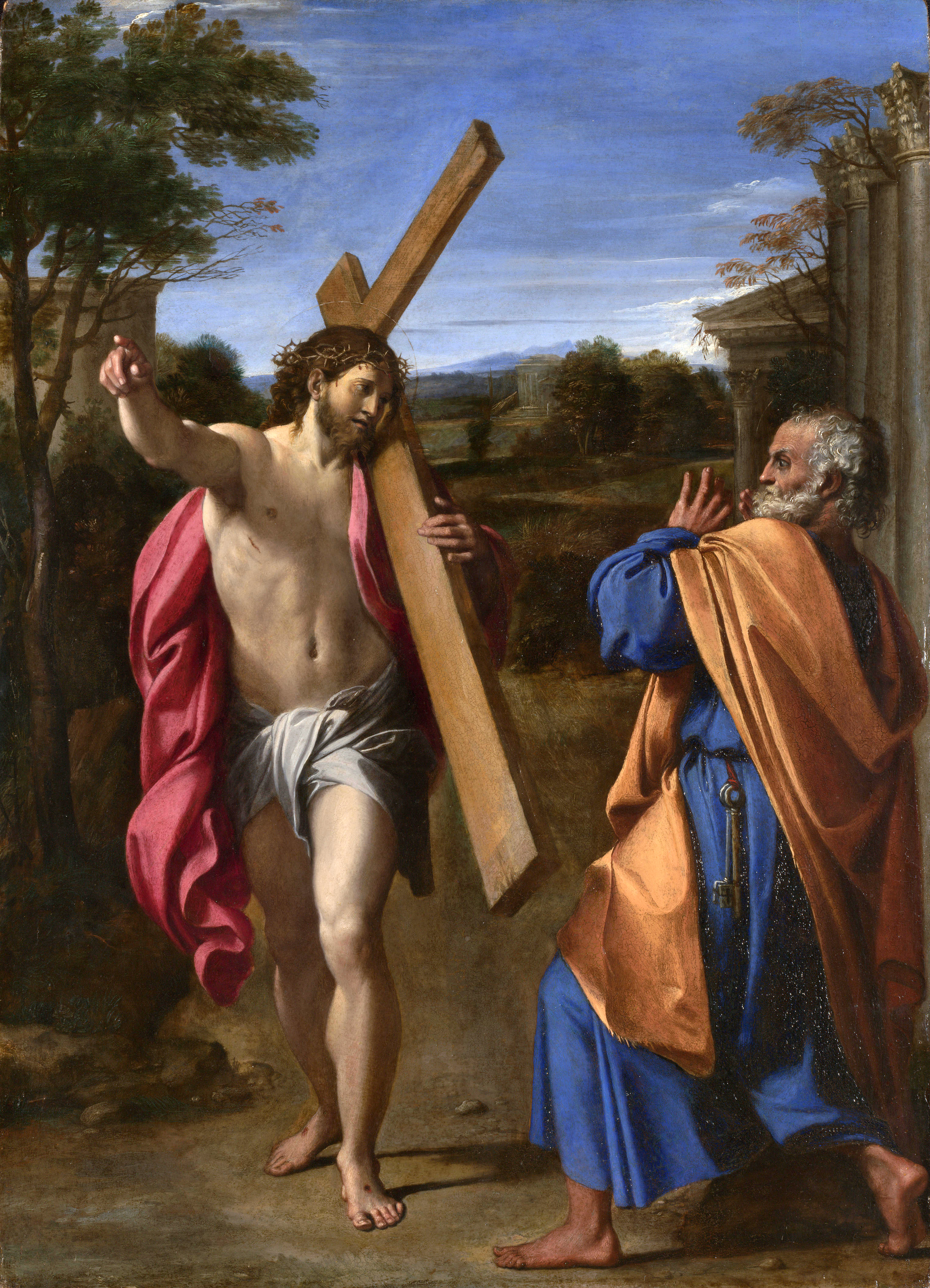
Domine, quo vadis? (1602) per Annibale Carracci

Quo vadis, Domine? o simplement Quo vadis? és una frase llatina que significa «A on vas, Senyor?».
La frase està vinculada a una llegenda cristiana entorn de l'apòstol Pere. Segons els Fets de Pere, l'Emperador Neró l'any 64 va començar una persecució contra els cristians. Temorós que quelcom dolent li pogués passar, Pere escapa de Roma per la Via Àpia, però en el camí es troba amb Jesucrist que anava carregant una creu.
Pere, en veure'l, li pregunta: «Quo vadis, Domine?» (A on vas, Senyor?) i Jesucrist contesta: «Romam vado iterum crucifigi» («A Roma vaig, per ésser-hi novament crucificat»).
Pere, avergonyit de la seva actitud, torna a Roma a continuar el seu ministeri, sent posteriorment martiritzat i crucificat cap a baix. En el lloc del seu martiri s'aixeca avui dia, segons la tradició, la Basílica de Sant Pere de la Ciutat del Vaticà, a la cripta de la qual reposen les seves restes. D’ençà del s XII existeix una capella, amb aquest nom, a la via Àpia de Roma.
La frase fou popularitzada per la novel·la homònima d’Henryk Sienkiewicz (1894) i les nombroses adaptacions cinematogràfiques, que mostren una visió romàntica del cristianisme naixent i perseguit —representat pel mateix Pere, Lícia i l’esclau Ursus— enfront del paganisme de Neró i de Petroni.